# قطعنامه ۳۴۹ شورای امنیت
قطعنامه  ۳۴۹ شورای امنیت سازمان ملل متحد که در تاریخ ۲۹ مه ۱۹۷۴ تصویب شد، سندی بین‌المللی دربارهٔ قبرس است. این قطعنامه طی نشست ۱٬۷۷۱ام با ۱۴ موافق، ۰ مخالف و ۱ ممتنع تصویب شد.